# كال بروتون
كال بروتون (بالإنجليزية: Cal Bruton)‏ مواليد 29 سبتمبر 1954، هو لاعب كرة سلة أسترالي.

## روابط خارجية
- كال بروتون على موقع الاتحاد الدولي لكرة السلة (الإنجليزية)
- كال بروتون على موقع كرة السلة الأوروبية.كوم (الإنجليزية)
- كال بروتون على موقع كلية كرة السلة في سبورتس رفرنس.كوم (الإنجليزية)